# Cubatyphlops perimychus
Cubatyphlops perimychus — вид змій родини сліпунів (Typhlopidae). Ендемік Куби.

## Поширення і екологія
Cubatyphlops perimychus відомі з типової місцевості, розташованої в районі військово-морської бази США в Гуантанамо. Вони живуть в сухих прибережних чагарникових заростях.